# Дубулты
Ду́булты, Ду́булти (латыш. Dubulti; до 1917 года — Дуббельн) — часть города Юрмалы, в 22 км от Риги. В Дубулты реку Лиелупе отделяет от моря лишь узкая полоса земли шириной 320 метров.

## История
Название происходит от находившейся в этих местах в XV веке корчмы латыша Дубултса.
Вскоре после войны 1812 года в посёлке появляются дачники — участники военной кампании. Среди них генерал-фельдмаршал М. Б. Барклай-де-Толли. По одной из версий, он и построил самую первую дачу в Дубулты.
В 1841 году посёлок получает официальное название Дуббельн.
До 1917 года Дубулты были единственным посёлком Рижского взморья, где имели право селиться евреи, поскольку во второй половине XIX века большая часть земель взморья переходит в собственность барона Фиркса, который запретил их проживание. Дубулты же оставались вне баронских владений.

## Памятники архитектуры
Жилое здание на улице Базницас, 4.

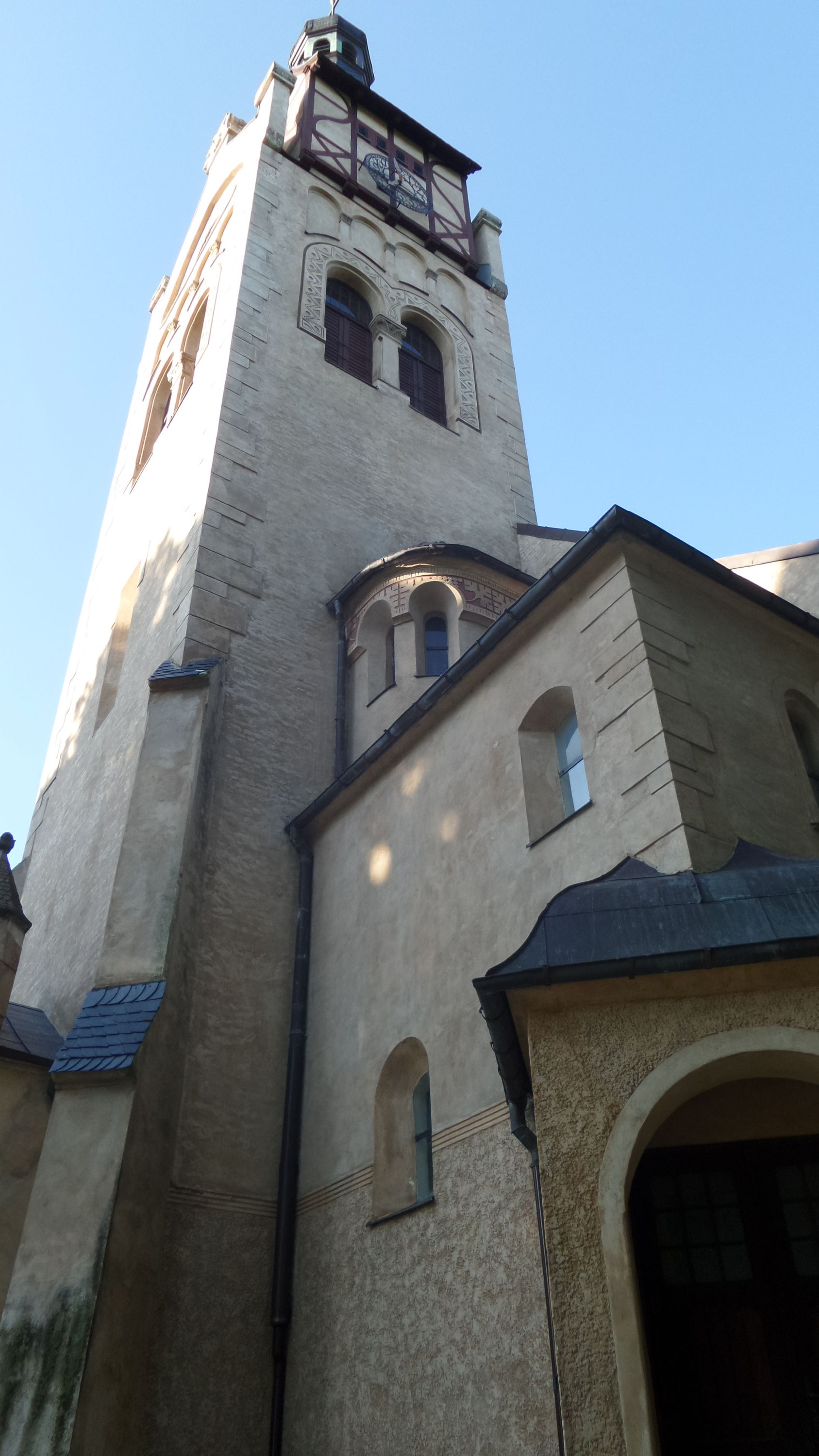
Лютеранская церковь в Дубулты

Построено в начале XX века. Большое здание из рубленых досок, в форме которого присутствует характерная для юрмальских дач эклектика. У постройки имеются ярко выраженные очертания — веранда, мезонин, лоджия, многоугольная башня, двускатная крыша — всё это размещено асимметрично. В смешении стилей проступают элементы классицизма, неоготики и романтизма. В 1920—1930-х годах интерьер (отделка стен и потолков, мебель и камин зала) был переделан в духе национального романтизма.
Лютеранская церковь.
Находится на ул. Базницас, 13; построена в 1907—1909 годах [архитектор — Вильгельм Бокслаф (1858—1945)]. Это своеобразное здание в стиле модерн с чертами национального романтизма. Наиболее характерный элемент в общем облике здания — воспроизведение некоторых моментов средневековой архитектуры в XX столетии. Высокая башня церкви напоминает донжон средневековых замков, к которому прилегает остальная часть постройки. Общему стилю здания соответствует и алтарь с большим знаком креста посередине, выложенный известняковыми блоками. Деревянные конструкции (балкон органа и хоры) выдержаны в традициях национального романтизма северной Европы. В 1962—1989 годах церковь не функционировала, и в её здании располагался Музей истории и искусства Юрмалы. В 1991 году передана во владение лютеранской общины.
Православная церковь во имя святого великого князя Владимира на проспекте Стрелниеку, 26. Построена в 1898 году.
Здание ссудо-сберегательного общества (банка) на проспекте Дубулту, 19.
Выстроено в 1911 году архитектором Эйженом Лаубе (1880—1967). Двухэтажное каменное здание с массивной трехступенчатой угловой башней, в которой сооружен цилиндрический эркер. В фасаде здания использованы характерные для классического стиля пилястры большого ордера. На фасаде со стороны улицы выделен операционный зал банка, а внутри здания сохранились фрагменты банковского интерьера.

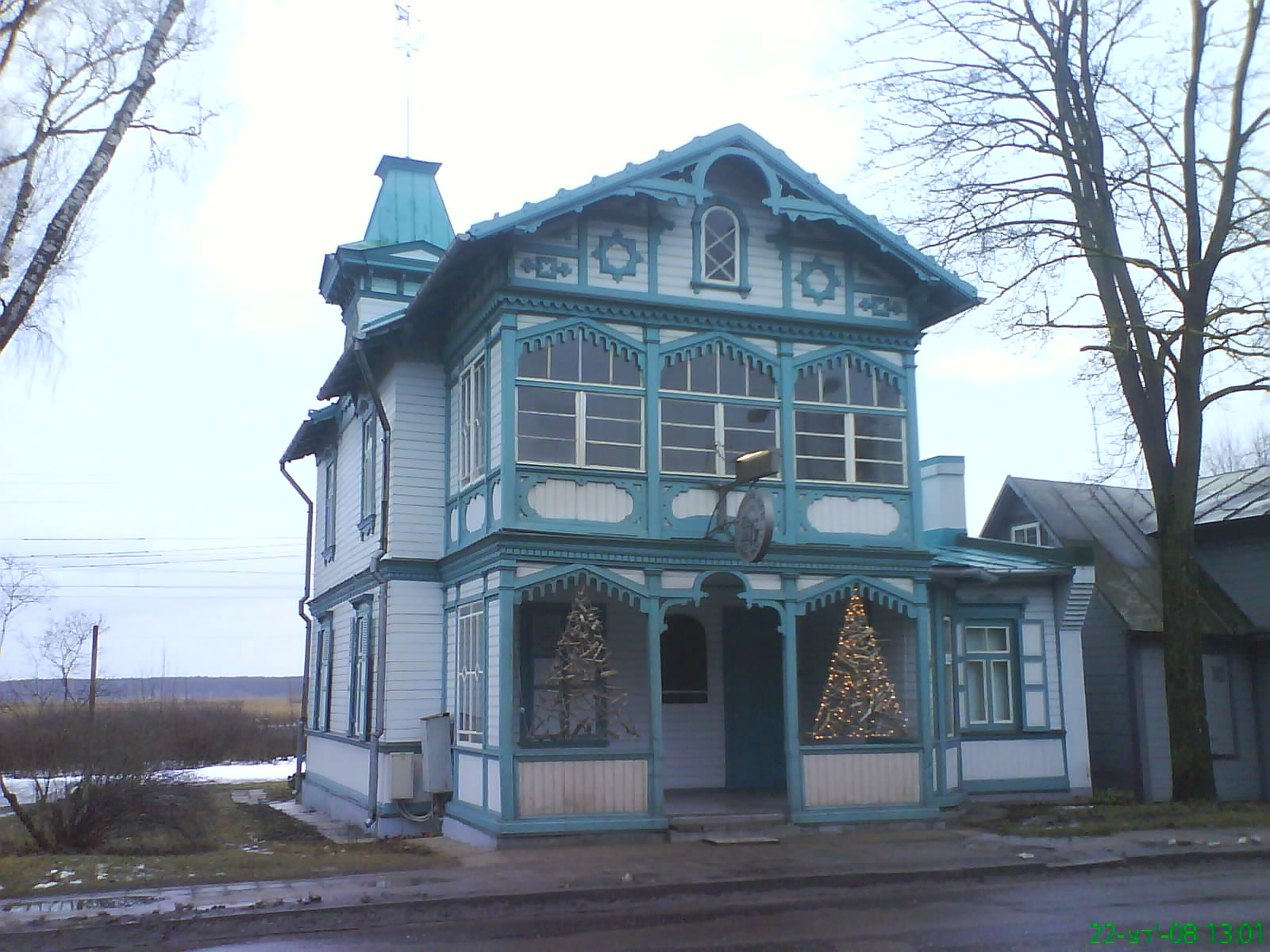
Дом Аспазии в Дубулты

Жилое здание — дача на проспекте Зигфрида Мейеровица, 20.
Здание повёрнуто фасадом к улице, со стороны которой есть лоджии, позднее застеклённые на верхнем этаже. На противоположной стороне здания — застеклённые веранды. Фасады украшает декор из резьбы по дереву. В силуэте постройки вырисовываются две разные башенки: одна куполообразная, вторая — шатровидная. В этом доме жила поэтесса Аспазия (1865—1943). С начала 1990-х годов здание находилось на реставрации, в 1996 году в нём размещены музей и библиотека.
Жилое здание на проспекте Зигфрида Мейеровица, 36, лит. 1.
Здание построено в середине XX века в соответствии с традициями народного строительства. Это одноэтажный деревянный сруб с мезонинами на обоих фасадах. Здание приспособлено для нужд дачников. Под мезонинами расположены открытые лоджии, которые ограничивают расположенные полукругом аркады, украшенные реечной решеткой. Перпендикулярно улице идёт летняя кухня, образуя уютный внутренний дворик.
Жилое здание — дача на проспекте Зигфрида Мейеровица, 38.
Компактное двухэтажное деревянное жилое здание с мезонинами. В архитектуре чувствуется влияние историзма. Декоративный фронтон образует застеклённую веранду и лоджию верхнего этажа (в настоящее время застеклённую). Между пилястрами лоджии полукругом расположены оконные проёмы.

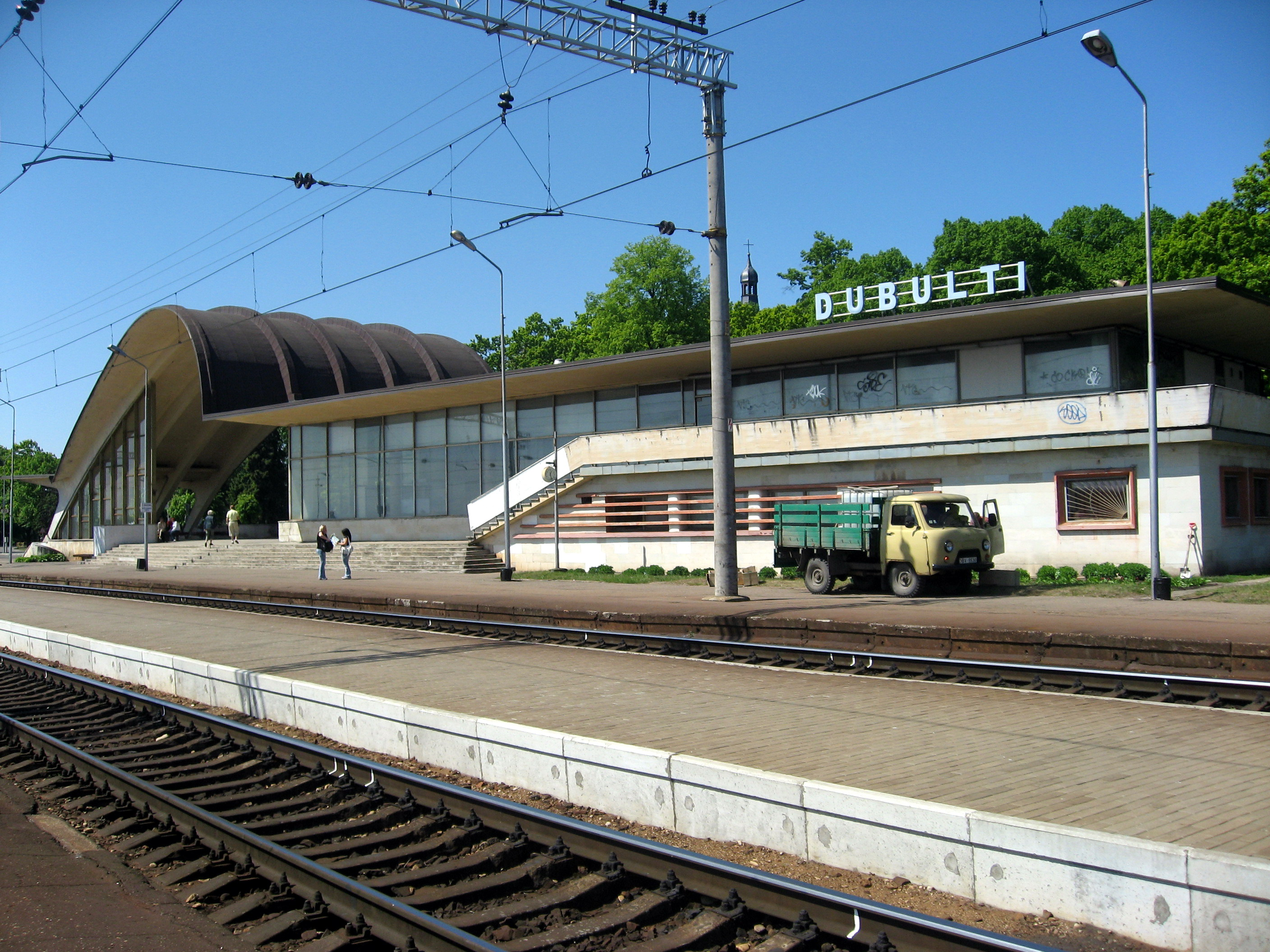
Железнодорожная станция в Дубулты

Проспект Зигфрида Мейеровица, 43 — санаторий «Мариенбад». Здание существует с 1870 года. Ворота с каменным забором построены в начале XX века. Башня с галереей достроена в 1926 году. Архитектор Г. Пиранг. В конце 1940-х годов основное здание было перестроено. Некоторые предметы интерьера представляют художественную ценность.
Проспект Стрелниеку, 32 — здание гимназии Ф. Шмитхена и Л. Берзиня. Построено в 1909 году по проекту Эйжена Лаубе. В этой школе учились хирург Паул Страдыньш, поэт Янис Судрабкалнс, поэт и философ Рихард Рудзитис, художник Уга Скулме, оперный певец А. Фринберг.
Жилое здание на улице Рудольфа Блауманя, 15C. Самая старая постройка, сохранившаяся на территории Юрмалы. Она принадлежала Михаилу Богдановичу Барклай-де-Толли. Построена не позднее 1818 года. Первая постройка (не считая корчмы Дуббельн Круг) в Дубулты: на плане района за 1843 год она числится под № 1.
В Дубулты расположен Дом творчества писателей имени Райниса (с 1946 года).

## Известные люди в Дубултах
- В 1868 году в Дуббельне погиб (утонул в море во время купания) литературный критик Д. И. Писарев (1840—1868). В поездке, ставшей трагической, его сопровождала писательница Мария Вилинская (Марко Вовчок).
- В Дуббельне неоднократно отдыхал русский писатель И. А. Гончаров (1812—1891). Последний раз он провёл там лето в 1882 году.
- Здесь родилась известная актриса театра Дайлес Аустра Балдоне (1898—1971).
- Здесь провела последние 10 лет жизни (1934—1943) поэтесса Аспазия.
- В Дуббельне отдыхал Н. С. Лесков.